# JUST BALLADE
『JUST BALLADE』（ジャストバラード）は、MISIAの9枚目のオリジナル・アルバム。2009年12月16日にアリオラジャパンより発売。

## 解説
前作『EIGHTH WORLD』より約2年ぶりとなるオリジナル・アルバム。シングル「Yes Forever」、「約束の翼」、「銀河/いつまでも」、「逢いたくていま」、配信限定シングル「少しずつ 大切に」の6曲に加え、アルバムと同時発売の「星のように…」、未発売曲の「地平線の向こう側へ」、自身作詞・作曲の「バオバヴの木の下で」など全14曲が収録されたバラード・アルバムとなっている。
Blu-spec CD+DVDの2枚組の初回生産限定盤A、スペシャルカード型豪華ジャケット仕様の初回生産限定盤B、CDのみの通常盤の3形態で発売された。3形態ともにジャケットが異なる。

## 収録曲

### CD
- 全作詞：MISIA（特記以外）

1. 少しずつ 大切に (5'08)
作曲：Sinkiroh / 編曲：重実徹
配信限定シングル及び22ndシングル「銀河/いつまでも」のカップリング曲。
2. 逢いたくていま (5'58)
作曲、編曲：佐々木潤 / オーケストラ・アレンジ：弦一徹
23rdシングル。
3. Work It Out (2'48)
作詞：MISIA・Hinata・JP / 作曲、編曲：JP
4. 地平線の向こう側へ (4'53)
作曲・編曲：Sinkiroh
5. Call me Love me (4'08)
作曲：Sinkiroh / 編曲：Gomi
6. So Beautiful (4'58)
作曲：松本俊明 / 編曲：重実徹
20thシングルのカップリング曲。演奏時間がシングルより若干短くなっている。
7. 唇と唇 (4'53)
作詞：Hinata / 作曲：Sinkiroh / 編曲、オーケストラ・アレンジ：重実徹
23rdシングルのカップリング曲。
8. バオバヴの木の下で (3'36)
作曲：MISIA / 編曲：重実徹
9. 約束の翼 (5'19)
作曲・編曲：佐々木潤
20thシングル。
10. 僕のきもち (4'16)
作詞：MISIA・Hinata / 作曲：Sinkiroh / 編曲：Gomi
11. Yes Forever (Piano Version) (4'55)
作曲：Sinkiroh / 編曲：重実徹
19thシングルのピアノ・バージョン。
12. 星のように… (4'58)
作曲：Sinkiroh / 編曲：重実徹
本作と同時発売の24thシングル。
13. 銀河 (4'36)
作曲：Shusui・Fredrik Hult・Carl Utbult・Tebey / 編曲：Carl Utbult・Fredrik Hult / ストリングス・アレンジ：弦一徹
22ndシングル。
14. いつまでも (1'28)
作曲・編曲：Sinkiroh
22ndシングル。

### DVD
1. バオバヴの木の下で (未公開Music Clip)
ディレクター：信藤三雄
2. 星のように… (Music Clip)
ディレクター：上村右近
3. 逢いたくていま (Music Clip)
ディレクター：タナカノリユキ
4. 銀河 (Music Clip)
ディレクター：上村右近
5. Yes Forever (Music Clip)
ディレクター：上村右近
6. 約束の翼 (Music Clip)
ディレクター：野田智雄

## タイアップ
| M-1  | 少しずつ 大切に    | TBS系「感動! 北の大自然スペシャル 森のラブレター 倉本聰が贈る、果てしない命の物語」テーマソング |
| M-1  | 少しずつ 大切に    | 沢井製薬CMソング（「想う心」篇）                                                                |
| M-2  | 逢いたくていま     | TBS系日曜劇場「JIN-仁-」主題歌                                                                  |
| M-4  | 地平線の向こう側へ | テレビ東京系「ワールドビジネスサテライト」エンディングテーマ                                    |
| M-7  | 唇と唇             | ENEOS「モーターオイル」CMソング                                                                 |
| M-9  | 約束の翼           | ギャガ・コミュニケーションズ配給映画「僕の彼女はサイボーグ」主題歌                              |
| M-10 | 僕のきもち         | 読売テレビ・日本テレビ系「秘密のケンミンSHOW」エンディングテーマ                                |
| M-11 | Yes Forever        | コーセー「雪肌精」CMソング                                                                      |
| M-12 | 星のように…        | ワーナー・ブラザース映画配給映画「大怪獣バトル ウルトラ銀河伝説 THE MOVIE」主題歌               |
| M-13 | 銀河               | コーセー「雪肌精シュープレム」海外版CMソング                                                    |
| M-13 | 銀河               | 世界天文年2009イメージソング                                                                    |
| M-13 | 銀河               | 「OCN presents 星空のライヴV Just Ballade」テーマ・ソング                                       |
| M-13 | 銀河               | 「メロjpでいこう!」6月度オープニングテーマ                                                      |
| M-14 | いつまでも         | コーセー「雪肌精」CMソング                                                                      |

## 発売形態
| 形態            | 発売日         | 品番         | ジャケット  | 備考                                                                                                  |
| --------------- | -------------- | ------------ | ----------- | --- |
| Blu-spec CD+DVD | 2009年12月16日 | BVCL-20021/2 | ジャケットA | 初回生産限定盤A。次世代ディスク・Blu-spec CDと6曲のPVが収録されたDVDの2枚組、スリーブジャケット仕様。 |
| CD              | 2009年12月16日 | BVCL-60      | ジャケットB | 初回生産限定盤B。ウィンターギフトパッケージ、スペシャルカード型豪華ジャケット仕様。                   |
| CD              | 2009年12月16日 | BVCL-61      | ジャケットC | 通常盤。                                                                                              |